# Naturschutzgebiet In der Hagerbeck
Das Naturschutzgebiet In der Hagerbeck liegt im Stadtgebiet der kreisfreien Stadt Wuppertal zwischen den Stadtteilen Dönberg im Norden und Uellendahl im Süden. Im Osten reicht das Gebiet zum Teil bis an die Dönberger Straße, westlich erstreckt es sich überwiegend bis an die Straße Am langen Bruch. Zwei kleinere Teilflächen des Schutzgebietes grenzen aber noch an die Westseite dieser Straße an.

## Beschreibung
Das rund 12 ha große Naturschutzgebiet steht seit 2005 durch rechtskräftigen Landschaftsplan unter Schutz. Es trägt die Kennnummer W-017.
Das Fachinformationssystem des Landesamtes für Natur, Umwelt und Verbraucherschutz in NRW beschreibt das Gebiet wie folgt:

„Im NSG ‚In der Hagerbeck‘ verläuft ein schmales Gewässersystem entlang von strukturiertem Grünland und bachbegleitenden Erlenwald. In den meist als Weide genutzten Flächen haben sich Bereiche mit Feucht- und Nassgrünland sowie kleinere Quellen entwickelt. Im Gebiet liegen zwei Teiche, zahlreiche naturnahe Gehölze, Baumhecken und kleinere Feldgehölze. Erwähnenswert ist auch ein für den Naturraum typischer Buchenwaldbestand mit Altholz (Hainsimsen-Buchenwald). Das NSG weist mit seinem naturnahen Bachlauf und der vorhandenen Auendynamik, den Quellbereichen und Abbruchkanten, seinen schmalen hochstaudenreichen Ufern, den bachbegleitenden Erlenbeständen, sowie dem naturnahen Laubwald in seiner Gesamtheit eine kleinflächig gut ausgeprägte landschaftstypische Gestalt auf. Durch seine Strukturvielfalt nimmt dieses Gebiet einen wichtigen Platz im Naturraum bergisches Land ein. Mit seiner typischen Gestalt und dem Reichtum an Biotypen bzw. naturnahen Strukturen hat es eine landesweite Bedeutung. Im regionalen und lokalen Umfeld gilt es als Trittstein im Verbund der naturnahen Kerbtäler. Es verbindet das Hohenhager Bachtal und den Heidacker Bach und wird zur Naherholung genutzt. Entwicklungsziel ist die Erhaltung und die Förderung der strukturellen Vielfalt landschaftstypischer und naturnaher Kerbtäler mit natürlichem Bachverlauf, Hochstaudenfluren, strukturierten Wiesentälern, Obstgärten, naturnahen Stillgewässer sowie bewaldeten Hangbereichen.“

Im Naturschutzgebiet wurden zahlreiche charakteristische und zum Teil gefährdete Arten gefunden. Beobachtet wurden der Gartenrotschwanz, der Trauerschnäpper, die Blindschleiche und der Tagfalter Goldene Acht. Der große Teich in der Nähe des Hofes Auf'm Hagen an der Dönberger Straße ist als Fortpflanzungsgewässer bedeutsam für den Bergmolch, den Teichmolch, den Fadenmolch, die Erdkröte, den Grasfrosch und die Federlibelle.
Ein Teilstück eines historischen Verkehrsweges unter der Bezeichnung Alte Kohlenstraße bzw. Westfalenweg verläuft als Hohlweg im südlichen Teil des Naturschutzgebietes.

## Schutzziele
Schutzziele sind:
- Erhaltung und Entwicklung der vorhandenen Biotopkomplexe als Refugial- und Regenerationsraum für an Feuchtstandorte gebundene Tier- und Pflanzenarten,
- Erhaltung eines naturnahen, lokal bedeutsamen Fließgewässersystems mit typischer Fließgewässerfauna und naturnahen Ufergehölzen,
- Erhaltung des Strukturreichtums des Grünlandkomplexes mit Feucht- und Nassgrünland, Quellen, Quellfluren und alter Teichanlagen, naturnahen Gehölzen wie Hecken, Baumhecken, Feldgehölze, Obstwiese sowie kleinen Buchenwaldbeständen mit Altholz,
- Erhalt der Verbindungsfunktion zwischen Hohenhager Bachtal und Heidacker Bach und
- Erhalt aus landeskundlichen Gründen und wegen der besonderen Eigenart der kulturhistorisch bedeutsamen Strukturen mit alten Hecken und Wegebeziehungen.[4]

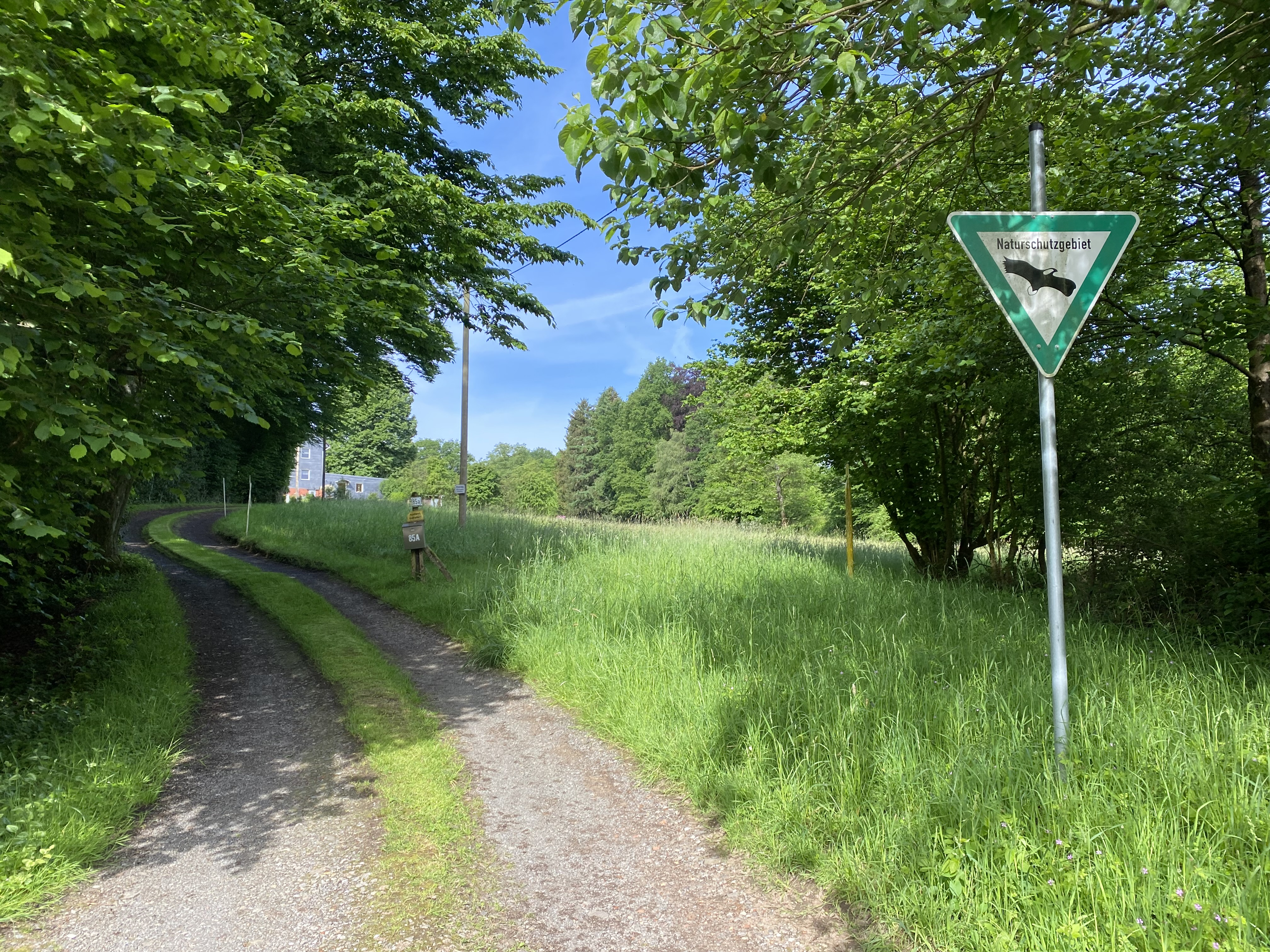
Beginn des NSG im Osten an der Dönberger Straße
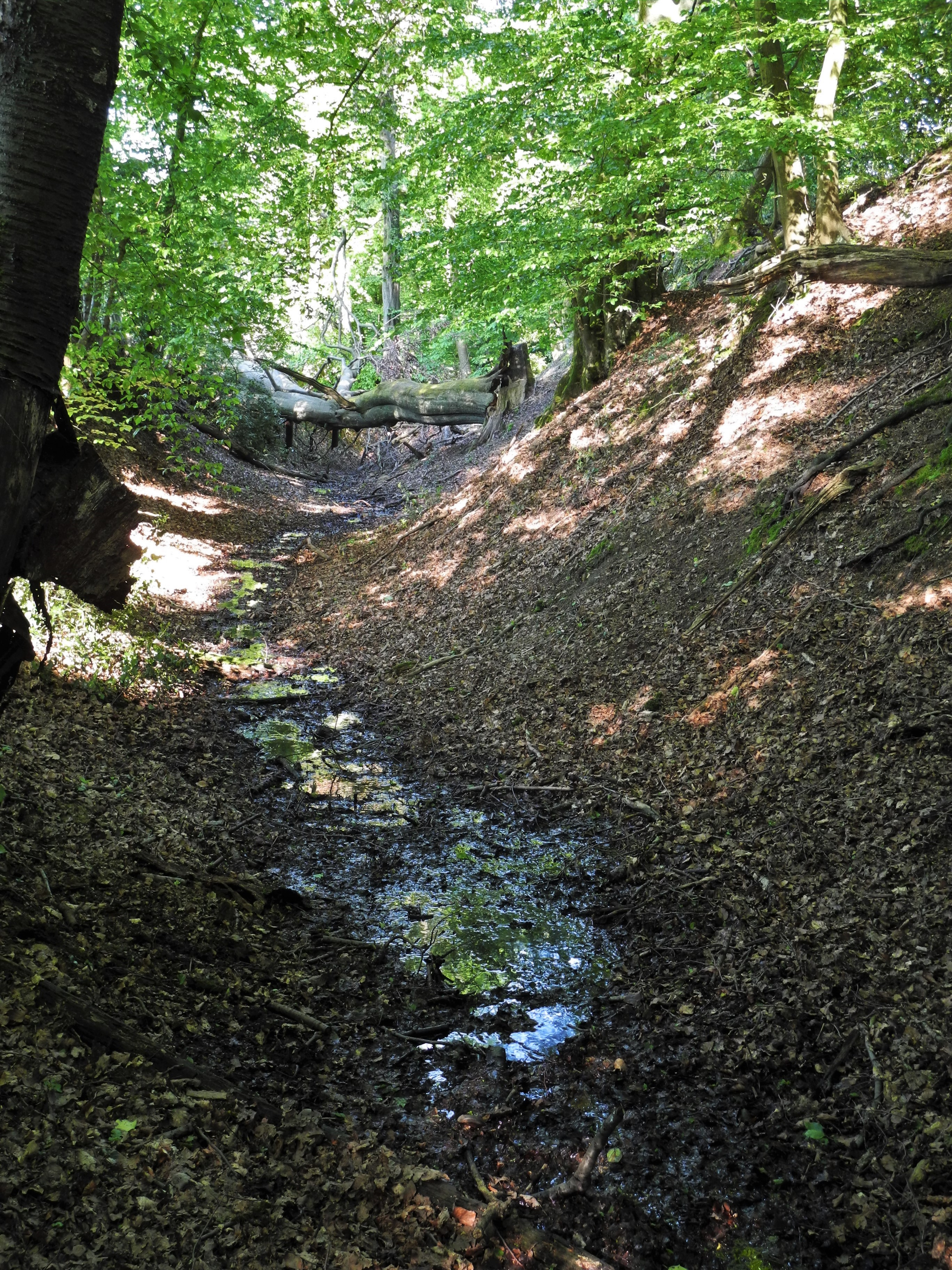
Historischer Hohlweg im NSG-Bachbett des Hager Siefens